# پایگاه ژنرال برناردو اوخیگینس ریکوالمه

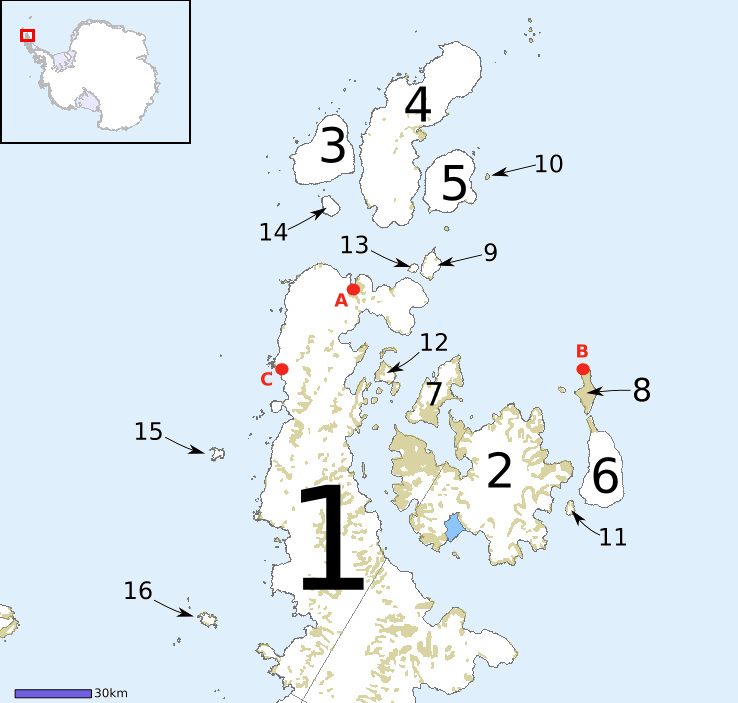
نقشه ایستگاه در محل مشخص شده "C"

پایگاه ژنرال برناردو اوخیگینس ریکوالمه, همچنین پایگاه لیبرتادور ژنرال برناردو اوخیگینس ریکوالمه، یا به‌طور مختصر برناردو اوخیگینس که به یادبود از از برناردو اوخیگینس نامگذاری شده‌است، یک ایستگاه تحقیقاتی شیلیایی دائمی و دارای پرسنل در قطب جنوب است و در پایتخت اجتماعی آن کشور واقع شده‌است. این پایگاه در ۶۳°۱۹′۱۵″ جنوبی ۵۷°۵۳′۵۵″ غربی / ۶۳٫۳۲۰۸۳°جنوبی ۵۷٫۸۹۸۶۱°غربیدر ارتفاع ۱۳ متری، در حدود۳۰ کیلومتری جنوب غربی پرایم هد، شمالی‌ترین نقطه شبه جزیره قطب جنوبدر دماغه لگوپیل می‌باشد.

## تاریخچه
ین پایگاه در ۱۸ فوریه سال ۱۹۴۸ توسط گروه اعزامی شیلیایی قطب جنوب تأسیس شد، و یکی از پایگاه‌های قطب جنوب با طولانی‌ترین زمان عملیات مستمر می‌باشد. جمعیت این پایگاه در زمستان ۱۶ نفر است، و اوج جمعیت در تابستان قطب جنوب معمولاً ۴۴ نفر است اگر چه تا ۶۰ نفر را می‌توان در آنجا جا داد. این پایگاه توسط ارتش شیلی راه انداخته شده‌است. همچنین با نام پوئرتو کاودونگا با یاد بندری که در آن واقع شده‌است شناخته می‌شود.
ایستگاه آلمانی دریافت (GARS) قطب جنوب در اوخیگینس در سال ۱۹۹۱ توسط DLR تأسیس شد. این یک ایستگاه ماهوارهای زمینی در قطب جنوب است، برای فعال کردن دریافت اطلاعات از پایگاه سنسورهای ماهواره‌محور، در منطقه قطبی جنوب که ممکن است در غیر این صورت از دست بروند. سنسورهای پهنای باند بالا مانند SAR اطلاعات بسیار زیادی برای ذخیره در برد ماهواره ای به منظور انتقال به ایستگاه‌های زمینی نقاط دیگر ایجاد می‌کنند. GARS به دلیل دانش زمین‌شناسی، زیرساخت‌ها و دسترسی به پایگاه در اوخیگینس ساخته شد.

## آب و هوا
پایگاه برناردو اوخیگینس شرایط آب و هوایی تندی را در ناحیه قطبی مرزی متحمل می‌شود که به شدت نزدیک به شرایط آب و هوایی ice cap قطبی است. میانگین بارش سالانه بالغ بر ۷۷۱ میلیمتر (۳۰٫۳۵ اینچ) می‌باشد، و به‌طور کاملاً مساوی در طی سال توزیع شده‌است و به‌طور معمول در طی تابستان جنوبی در نقطه مرزی به اوج خود می‌رسد. درجه هوا در تمام طول سال بسیار سرد است. گرمترین ماه ژانویه با دمای میانگین ماهانه ۱ درجه سانتیگراد(۳۴ درجه فارنهایت) است. در حالیکه سردترین ماه ژوئیه با دمای میانگین ماهانه -۹ درجه سانتیگراد (۱۶ درجه فارنهایت) می‌باشد.

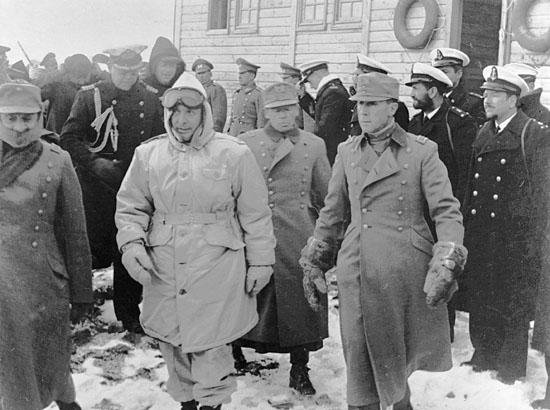
افتتاحیه پایگاه ژنرال برناردو اوخیگینس.

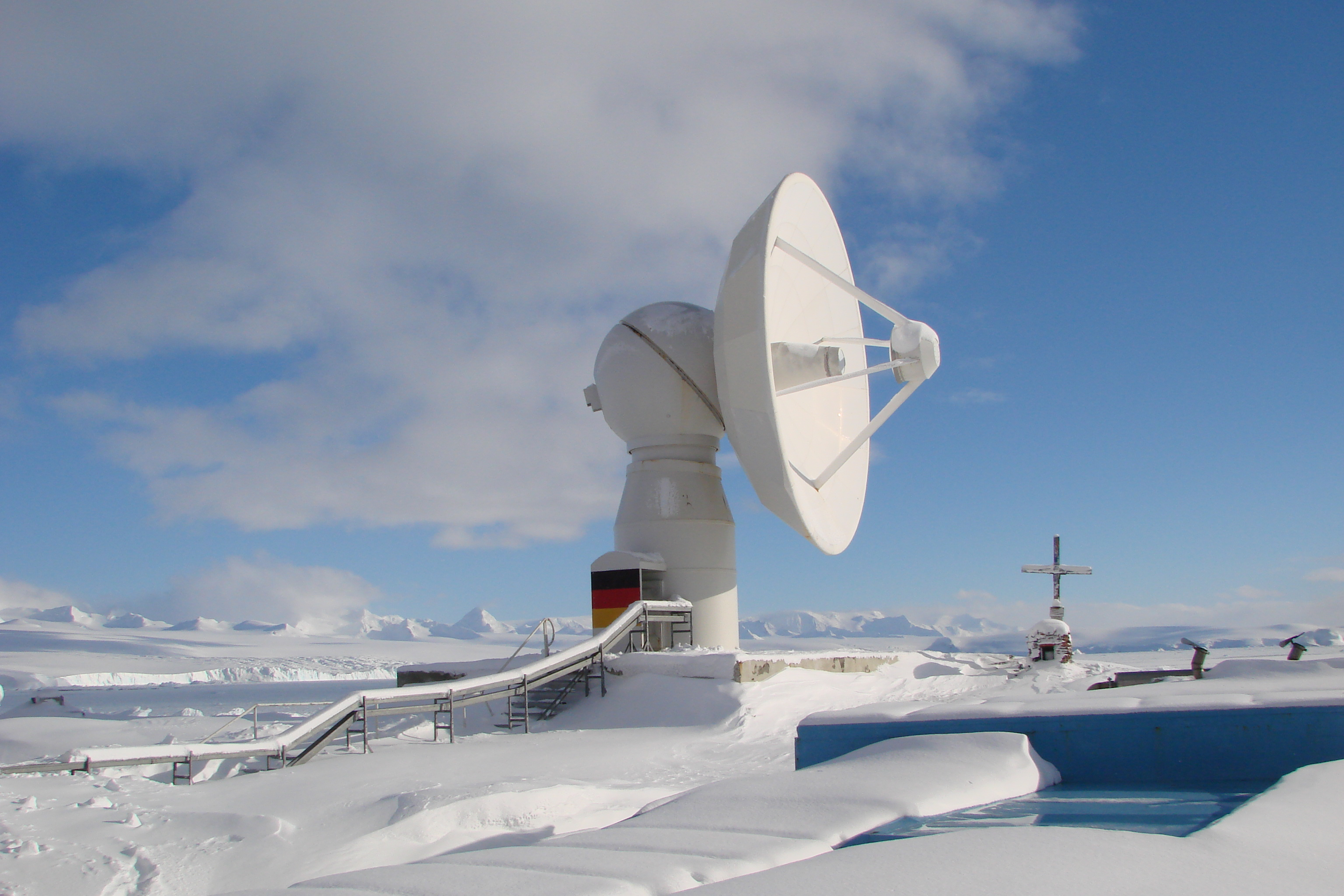
GARS

| داده‌های اقلیم Bernardo O'Higgins Base (Chile), Antarctica (1961–1990, extremes 1953–present) | داده‌های اقلیم Bernardo O'Higgins Base (Chile), Antarctica (1961–1990, extremes 1953–present) | داده‌های اقلیم Bernardo O'Higgins Base (Chile), Antarctica (1961–1990, extremes 1953–present) | داده‌های اقلیم Bernardo O'Higgins Base (Chile), Antarctica (1961–1990, extremes 1953–present) | داده‌های اقلیم Bernardo O'Higgins Base (Chile), Antarctica (1961–1990, extremes 1953–present) | داده‌های اقلیم Bernardo O'Higgins Base (Chile), Antarctica (1961–1990, extremes 1953–present) | داده‌های اقلیم Bernardo O'Higgins Base (Chile), Antarctica (1961–1990, extremes 1953–present) | داده‌های اقلیم Bernardo O'Higgins Base (Chile), Antarctica (1961–1990, extremes 1953–present) | داده‌های اقلیم Bernardo O'Higgins Base (Chile), Antarctica (1961–1990, extremes 1953–present) | داده‌های اقلیم Bernardo O'Higgins Base (Chile), Antarctica (1961–1990, extremes 1953–present) | داده‌های اقلیم Bernardo O'Higgins Base (Chile), Antarctica (1961–1990, extremes 1953–present) | داده‌های اقلیم Bernardo O'Higgins Base (Chile), Antarctica (1961–1990, extremes 1953–present) | داده‌های اقلیم Bernardo O'Higgins Base (Chile), Antarctica (1961–1990, extremes 1953–present) | داده‌های اقلیم Bernardo O'Higgins Base (Chile), Antarctica (1961–1990, extremes 1953–present) |
| ماه                                                                                          | ژانویه                                                                                       | فوریه                                                                                        | مارس                                                                                         | آوریل                                                                                        | مه                                                                                           | ژوئن                                                                                         | ژوئیه                                                                                        | اوت                                                                                          | سپتامبر                                                                                      | اکتبر                                                                                        | نوامبر                                                                                       | دسامبر                                                                                       | سال                                                                                          |
| -------------------------------------------------------------------------------------------- | -------------------------------------------------------------------------------------------- | -------------------------------------------------------------------------------------------- | -------------------------------------------------------------------------------------------- | -------------------------------------------------------------------------------------------- | -------------------------------------------------------------------------------------------- | -------------------------------------------------------------------------------------------- | -------------------------------------------------------------------------------------------- | -------------------------------------------------------------------------------------------- | -------------------------------------------------------------------------------------------- | -------------------------------------------------------------------------------------------- | -------------------------------------------------------------------------------------------- | -------------------------------------------------------------------------------------------- | -------------------------------------------------------------------------------------------- |
| سابقهٔ بیش‌ترین °C (°F)                                                                        | ۱۲٫۰ (۵۴)                                                                                    | ۱۰٫۰ (۵۰)                                                                                    | ۱۱٫۴ (۵۳)                                                                                    | ۵٫۰ (۴۱)                                                                                     | ۱۱٫۵ (۵۳)                                                                                    | ۱۰٫۶ (۵۱)                                                                                    | ۷٫۰ (۴۵)                                                                                     | ۱۲٫۸ (۵۵)                                                                                    | ۱۴٫۰ (۵۷)                                                                                    | ۹٫۲ (۴۹)                                                                                     | ۹٫۲ (۴۹)                                                                                     | ۱۰٫۰ (۵۰)                                                                                    | ۱۴٫۰ (۵۷)                                                                                    |
| میانگین روزانه °C (°F)                                                                       | ۰٫۵ (۳۳)                                                                                     | ۰٫۱ (۳۲)                                                                                     | −۱٫۴ (۲۹)                                                                                    | −۴٫۱ (۲۵)                                                                                    | −۶٫۳ (۲۱)                                                                                    | −۸٫۰ (۱۸)                                                                                    | −۸٫۵ (۱۷)                                                                                    | −۸٫۴ (۱۷)                                                                                    | −۵٫۶ (۲۲)                                                                                    | −۳٫۵ (۲۶)                                                                                    | −۱٫۷ (۲۹)                                                                                    | ۰٫۱ (۳۲)                                                                                     | −۳٫۹ (۲۵)                                                                                    |
| سابقهٔ کم‌ترین °C (°F)                                                                         | −۱۰٫۱ (۱۴)                                                                                   | −۱۴٫۰ (۷)                                                                                    | −۲۰٫۰ (−۴)                                                                                   | −۲۵٫۰ (−۱۳)                                                                                  | −۳۰٫۰ (−۲۲)                                                                                  | −۳۴٫۲ (−۳۰)                                                                                  | −۳۴٫۴ (−۳۰)                                                                                  | −۳۳٫۲ (−۲۸)                                                                                  | −۲۹٫۲ (−۲۱)                                                                                  | −۲۶٫۰ (−۱۵)                                                                                  | −۱۵٫۰ (۵)                                                                                    | −۱۰٫۶ (۱۳)                                                                                   | −۳۴٫۴ (−۳۰)                                                                                  |
| بارندگی میلی‌متر (اینچ)                                                                       | ۲۸٫۹ (۱٫۱۴)                                                                                  | ۶۴٫۰ (۲٫۵۲)                                                                                  | ۷۴٫۱ (۲٫۹۲)                                                                                  | ۷۸٫۰ (۳٫۰۷)                                                                                  | ۶۶٫۷ (۲٫۶۳)                                                                                  | ۵۰٫۷ (۲)                                                                                     | ۶۵٫۵ (۲٫۵۸)                                                                                  | ۶۷٫۲ (۲٫۶۵)                                                                                  | ۸۷٫۷ (۳٫۴۵)                                                                                  | ۸۷٫۱ (۳٫۴۳)                                                                                  | ۶۱٫۹ (۲٫۴۴)                                                                                  | ۳۸٫۷ (۱٫۵۲)                                                                                  | ۷۷۰٫۵ (۳۰٫۳۳)                                                                                |
| درصد رطوبت                                                                                   | ۸۱                                                                                           | ۸۴                                                                                           | ۸۳                                                                                           | ۸۱                                                                                           | ۸۴                                                                                           | ۸۲                                                                                           | ۸۲                                                                                           | ۸۱                                                                                           | ۸۲                                                                                           | ۸۱                                                                                           | ۸۰                                                                                           | ۸۱                                                                                           | ۸۲                                                                                           |
| میانگین روزانه ساعت‌های تابش آفتاب                                                            | ۱۰۵                                                                                          | ۸۳                                                                                           | ۳۵                                                                                           | ۲۸                                                                                           | ۱۸                                                                                           | ۱۱                                                                                           | ۱۵                                                                                           | ۲۹                                                                                           | ۴۶                                                                                           | ۷۳                                                                                           | ۹۲                                                                                           | ۱۱۱                                                                                          | ۶۴۶                                                                                          |
| [ نیازمند منبع ]                                                                             |                                                                                              |                                                                                              |                                                                                              |                                                                                              |                                                                                              |                                                                                              |                                                                                              |                                                                                              |                                                                                              |                                                                                              |                                                                                              |                                                                                              |                                                                                              |